# Cardiospermum tortuosum
Cardiospermum tortuosum är en kinesträdsväxtart som beskrevs av George Bentham. Cardiospermum tortuosum ingår i släktet ballongrankor, och familjen kinesträdsväxter. Inga underarter finns listade i Catalogue of Life.